# Leichenfledderei

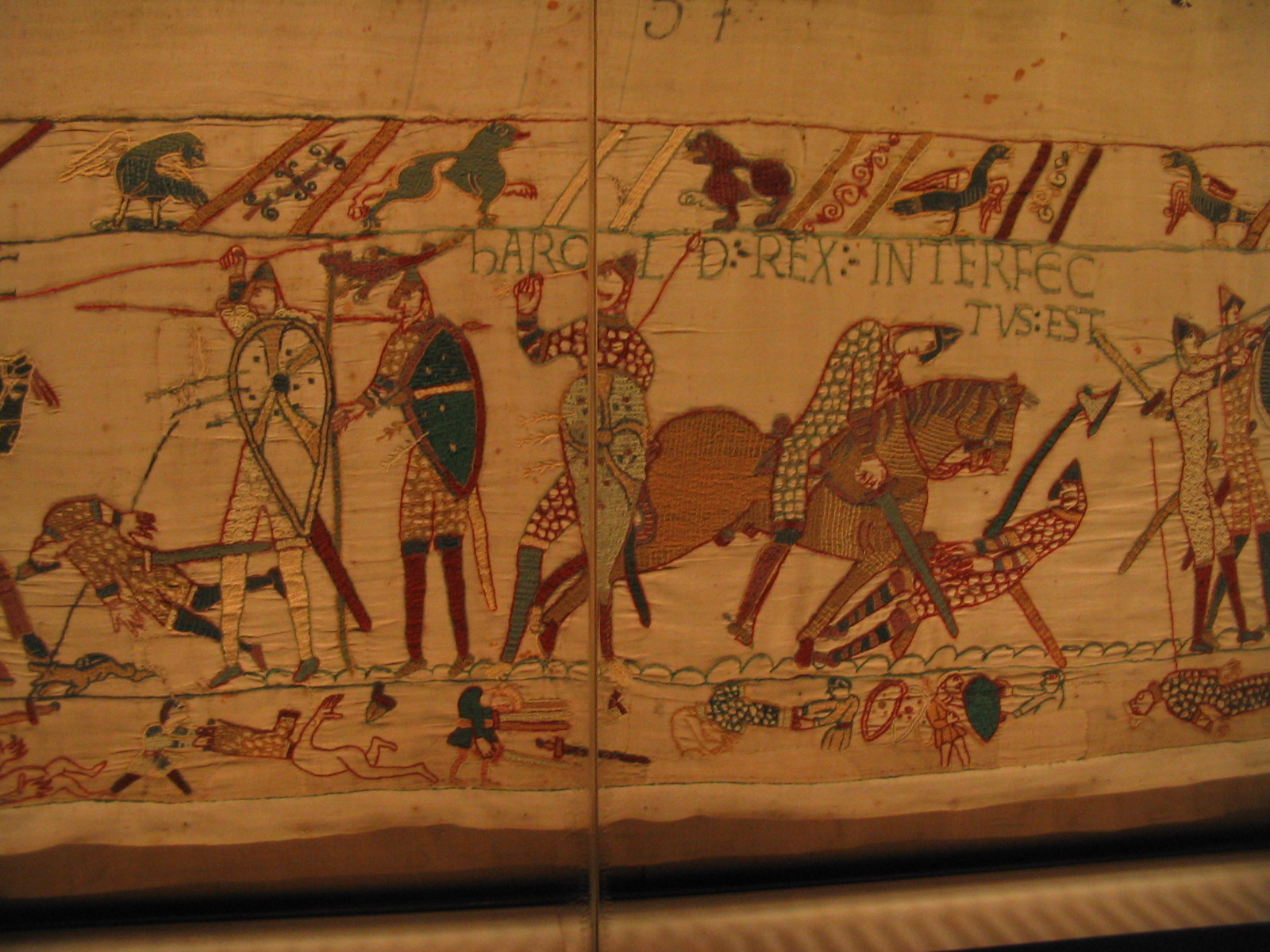
Leichenfleddereiszenen auf dem Teppich von Bayeux, zweite Hälfte des 11. Jahrhunderts. Unten verkleinert dargestellt ist zu sehen, wie normannische Krieger den Gefallenen nach der Schlacht bei Hastings die Kettenrüstungen, Waffen und Schilde fleddern.

Leichenfledderei bezeichnet das „Ausrauben“ beziehungsweise „Ausplündern“ von Toten. Es ist ein Wort des 20. Jahrhunderts, vermutlich eine Zusammenbildung des Ausdrucks Leichen fleddern mit dem Derivatem (Ableitungsmorphem) -ei. Das Wort fleddern ist abgeleitet aus dem Rotwelsch fladern in der Bedeutung von waschen und wird hier als verharmlosende und beschönigende Metapher gebraucht. 
Eine Person, die eine Leichenfledderei durchführt, nennt man Leichenfledderer.
Im deutschen Strafrecht relevant sind die Straftatbestände der Störung der Totenruhe sowie der Unterschlagung. Aufgrund des Erbrechts fällt ohne weiteres einem Erben das Eigentum an der Habe des Toten zu. Notfalls erbt gemäß §§ 1936, 1964 BGB der Staat. 